# Saintes chapelles

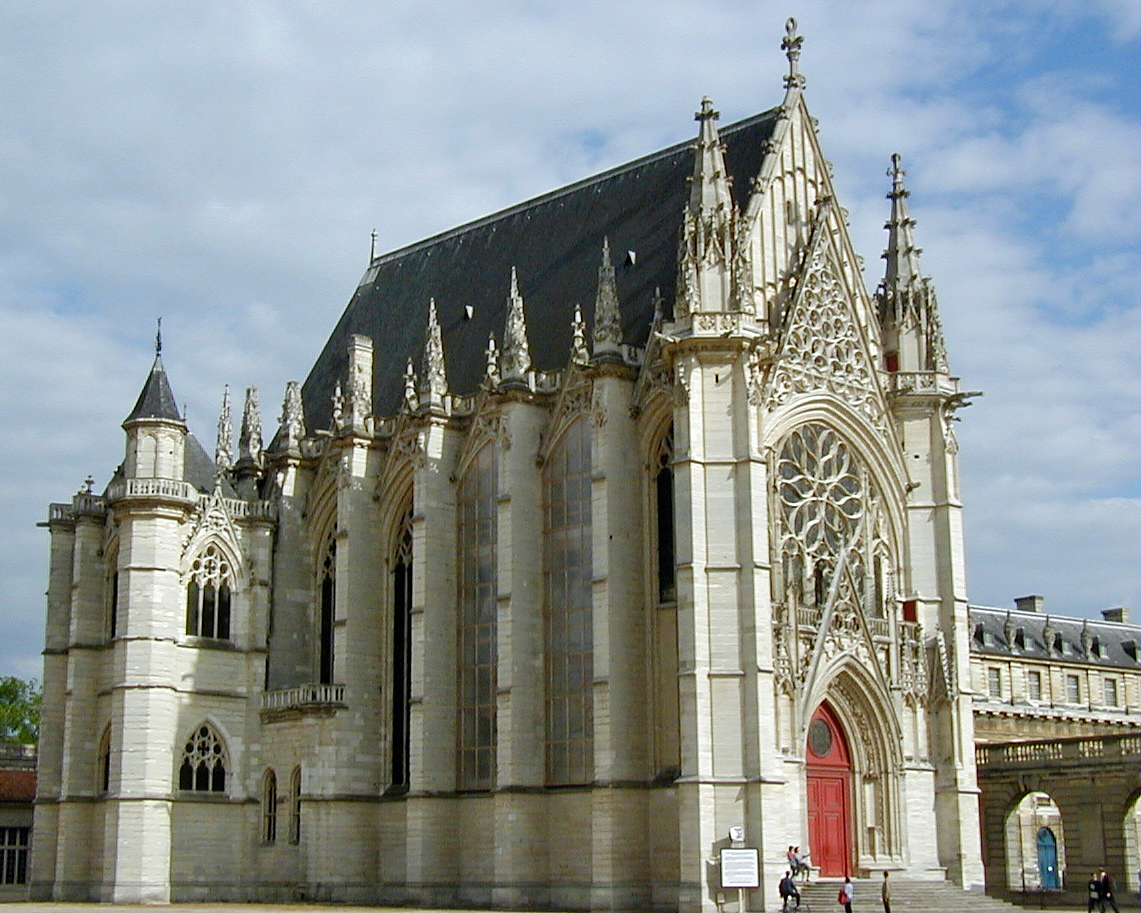
La Sainte-Chapelle de Vincennes.

Les saintes chapelles royales et princières comprennent, outre celle de Paris, douze chapelles construites en France sur son modèle entre le XIIIe siècle et le milieu du XVIe siècle. Elles ont été fondées soit par un roi, soit par des princes de sang royal qui souhaitaient s'inscrire dans la lignée de Saint Louis et rehausser le prestige de leur résidence.
Outre celle de Paris, huit de ces saintes chapelles subsistent, à Aigueperse, Champigny-sur-Veude, Châteaudun, Riom, Chambéry, Thouars, Vic-le-Comte et Vincennes. Celles de Bourbon-l'Archambault, de Bourges, de Dijon et du Vivier-en-Brie ont disparu ou sont en ruine. 

## Critères de définition
Selon Claudine Billot (1998), une sainte chapelle, qu'elle soit royale ou princière, se reconnaît à cinq critères :
- elle est chapelle d'un palais ou d'un château royal ou princier ;
- elle a été fondée par Saint Louis ou l'un de ses descendants ;
- elle abrite au moins, dans un reliquaire, une relique détachée de la Vraie Croix ou de la Sainte Couronne d'épines déposée à la Sainte-Chapelle de Paris ;
- elle suit un plan architectural semblable au modèle parisien, à un ou deux étages, mais à nef unique, de hautes verrières et contreforts, un toit d’ardoises à forte pente et surmonté d'une flèche ;
- elle est le lieu d'offices célébrés « à l'usage de Paris » par des chanoines toutes les 3 heures[1].

Ces critères ont été contestés par Laurent Vissière (2015): 
- elle est la chapelle d'un palais ou d'un château royal ou princier ;
- elle a été fondée par Saint Louis ou l'un de ses descendants ;
- elle possède une relique christique, mais pas forcément issue du trésor parisien (la Sainte Hostie à Dijon et le Saint Suaire à Chambéry).
- elle est desservie par un collège canonial ;

Seuls ces quatre critères s'avèrent en revanche pertinents :
- Il n'existe aucun modèle architectural parisien (les deux étages ne se retrouvent qu'au Vivier) ;
- Si les offices sont souvent célébrés « à l'usage de Paris », ce n'est pas une obligation (Dijon, Chambéry, Bourges).

## Saintes chapelles

### Saintes chapelles royales
Trois saintes chapelles ont été fondées par un roi :
- en 1248, la Sainte-Chapelle du palais de la Cité à Paris, par Saint Louis sur le modèle de celle du château de Saint-Germain-en-Laye[3] ;
- en 1352, la Sainte-Chapelle du château royal du Vivier (en ruine) à Fontenay-Trésigny, par Charles V ;
- en 1379, la Sainte-Chapelle du château de Vincennes, également par Charles V[4].

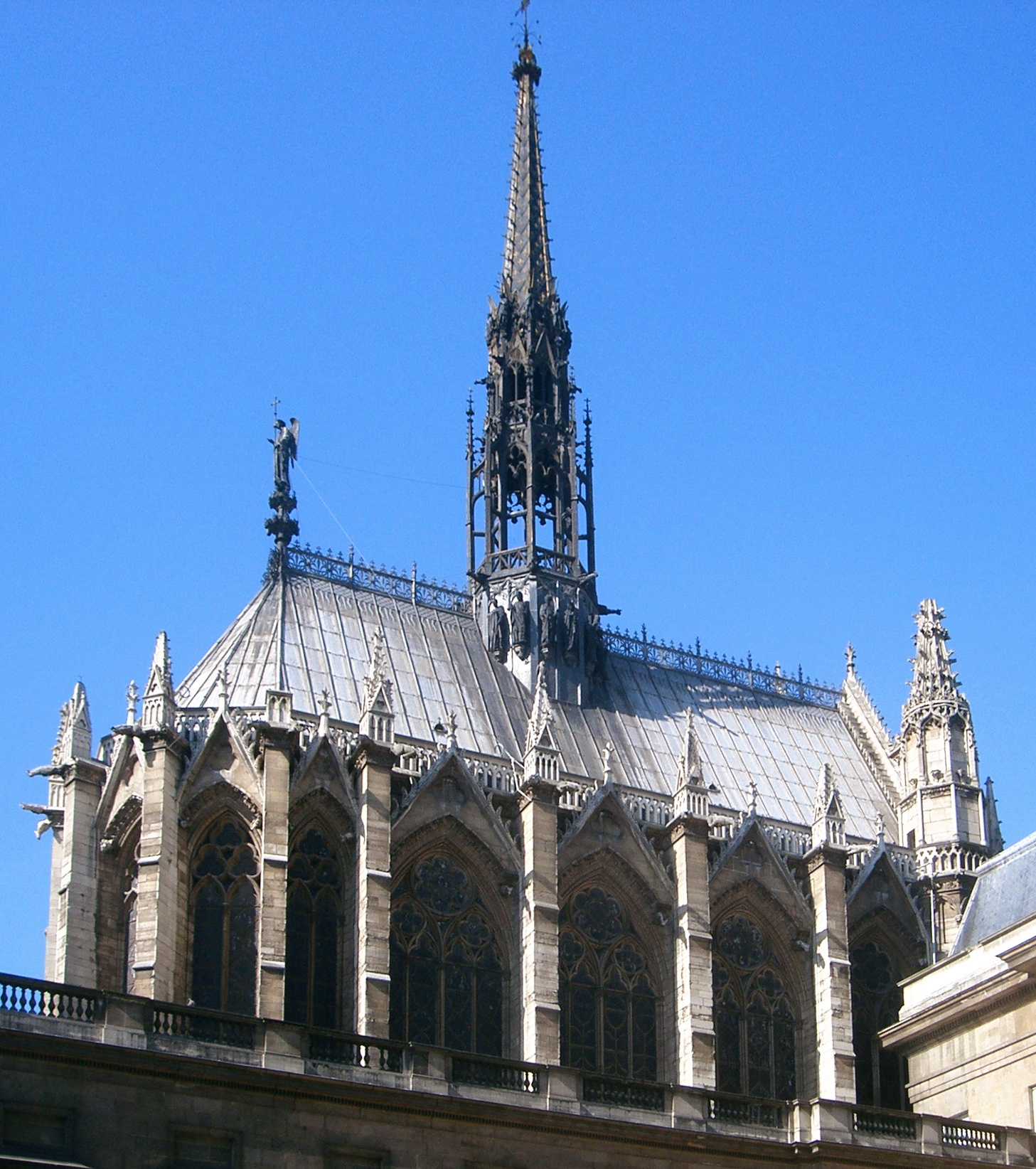
Paris (1248).
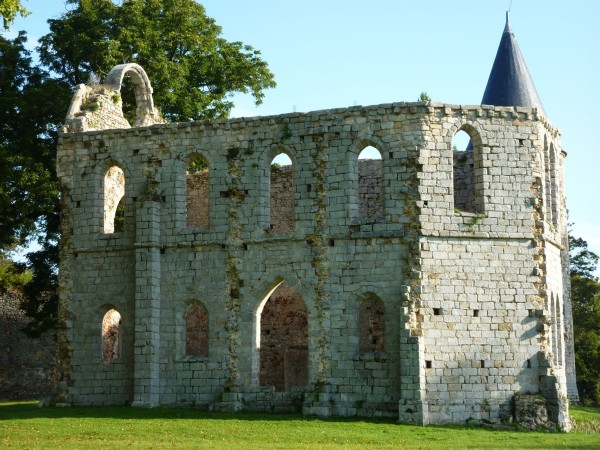
Château du Vivier (1352).
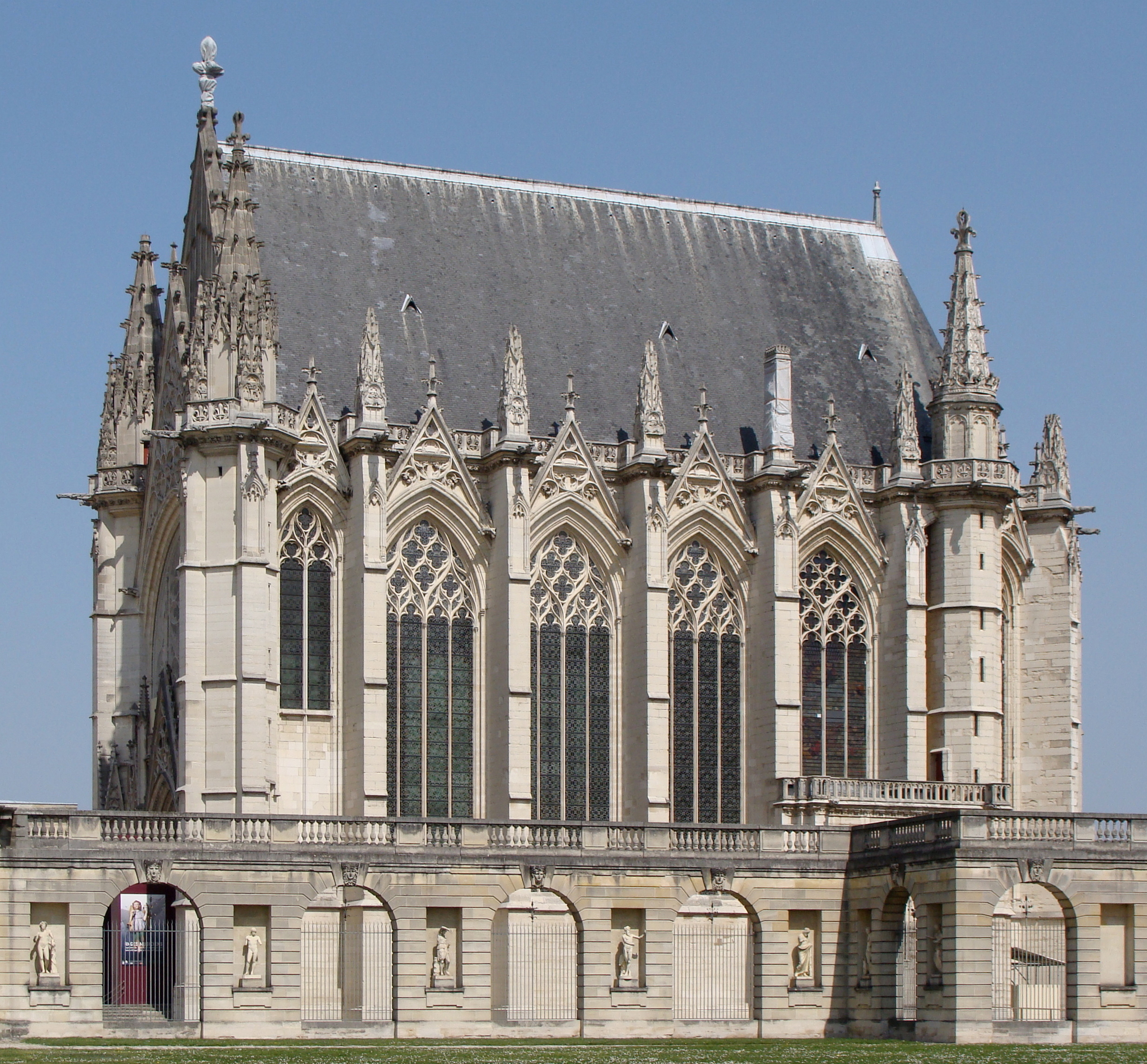
Vincennes (1379).

### Saintes chapelles princières
Dix saintes chapelles sont de fondation princière :
- en 1315, la chapelle du château de Bourbon-l'Archambault (en ruine), par Louis Ier de Bourbon. Ce monument pose en fait problème : construit vers 1315, il reçoit rapidement une relique christique, mais un collège canonial qu'en 1332 ; il n'a jamais porté le titre de Sainte-Chapelle. Entre 1479 et 1485, les Bourbons construisent une seconde chapelle à côté de la première (qui est conservée) : il ne s'agit pas d'une « seconde » sainte chapelle, comme l'a écrit Cl. Billot, dans la mesure où c'est un même chapitre de chanoines qui dessert les deux édifices et seule la seconde porte, dans les textes, le titre de Sainte-Chapelle.
- en 1392, la Sainte-Chapelle du palais ducal de Bourges (disparue), par Jean Ier de Berry ;
- en 1395, la chapelle du palais ducal de Riom;
- en 1433, la Sainte-Chapelle du palais ducal de Dijon (détruite), par Hugues III de Bourgogne, qui conservait l'hostie miraculeuse reçue par Philippe le Bon du pape Eugène IV, en 1433[5] ;
- en 1463, la Sainte-Chapelle du château de Châteaudun, par Jean de Dunois, bâtard d'Orléans ;
- en 1467, la Sainte-Chapelle de Chambéry, fondée par Amédée VIII de Savoie, qui abritait le Saint-Suaire avant son transfert à Turin en 1578.
- en 1475, la Sainte-Chapelle d'Aigueperse, par les Bourbon-Montpensier ;
- en 1499, la Sainte-Chapelle du château de Champigny-sur-Veude, par les Bourbon-Vendôme ;
- en 1510, la Sainte-Chapelle du château de Thouars, par Gabrielle de Bourbon-Montpensier et Louis II de La Trémoille;
- vers 1520, la Sainte-Chapelle de Vic-le-Comte, par Jean Stuart et sa femme Anne d'Auvergne[4].

Il faut noter que la définition de ces édifices demeure délicate à établir : la date de fondation de la chapelle n'est pas forcément celle de son chapitre ni celle de son édification, de sa dédicace, de l'arrivée des reliques christiques. Certaines chapelles ne deviennent des saintes chapelles que dans un second temps (Bourbon-L'Archambault ?, Riom, Dijon, Chambéry).

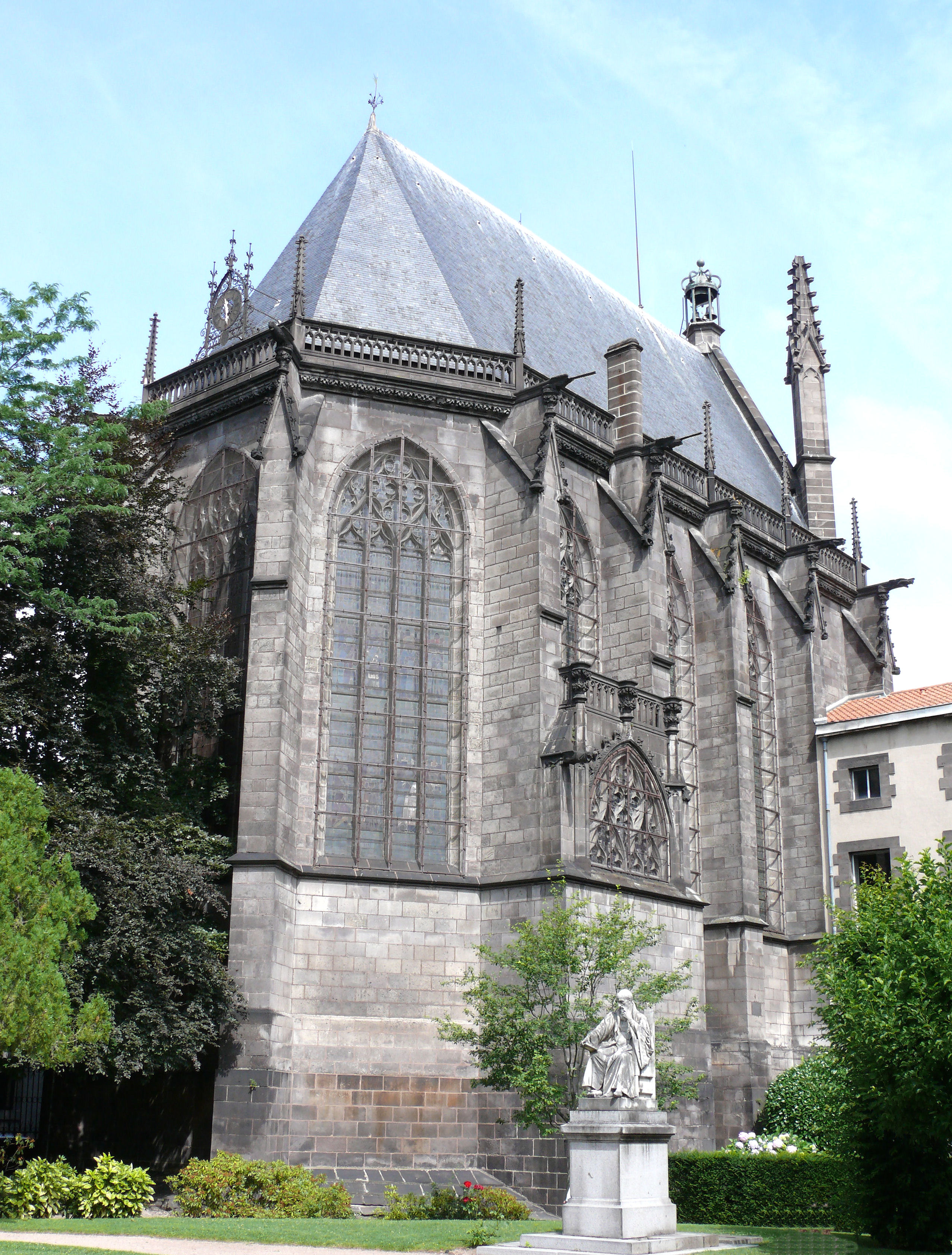
Riom (1395).
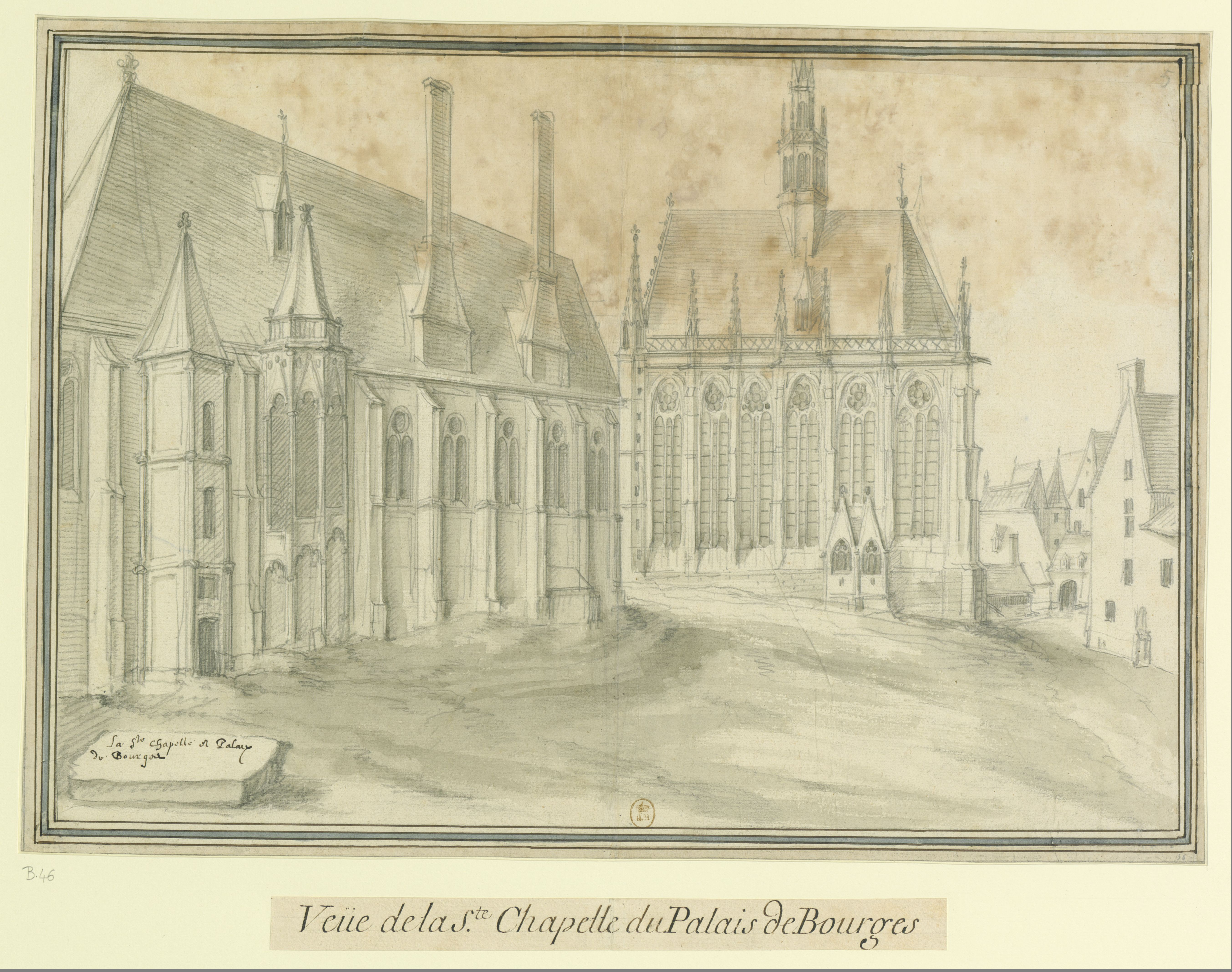
Bourges (1405).
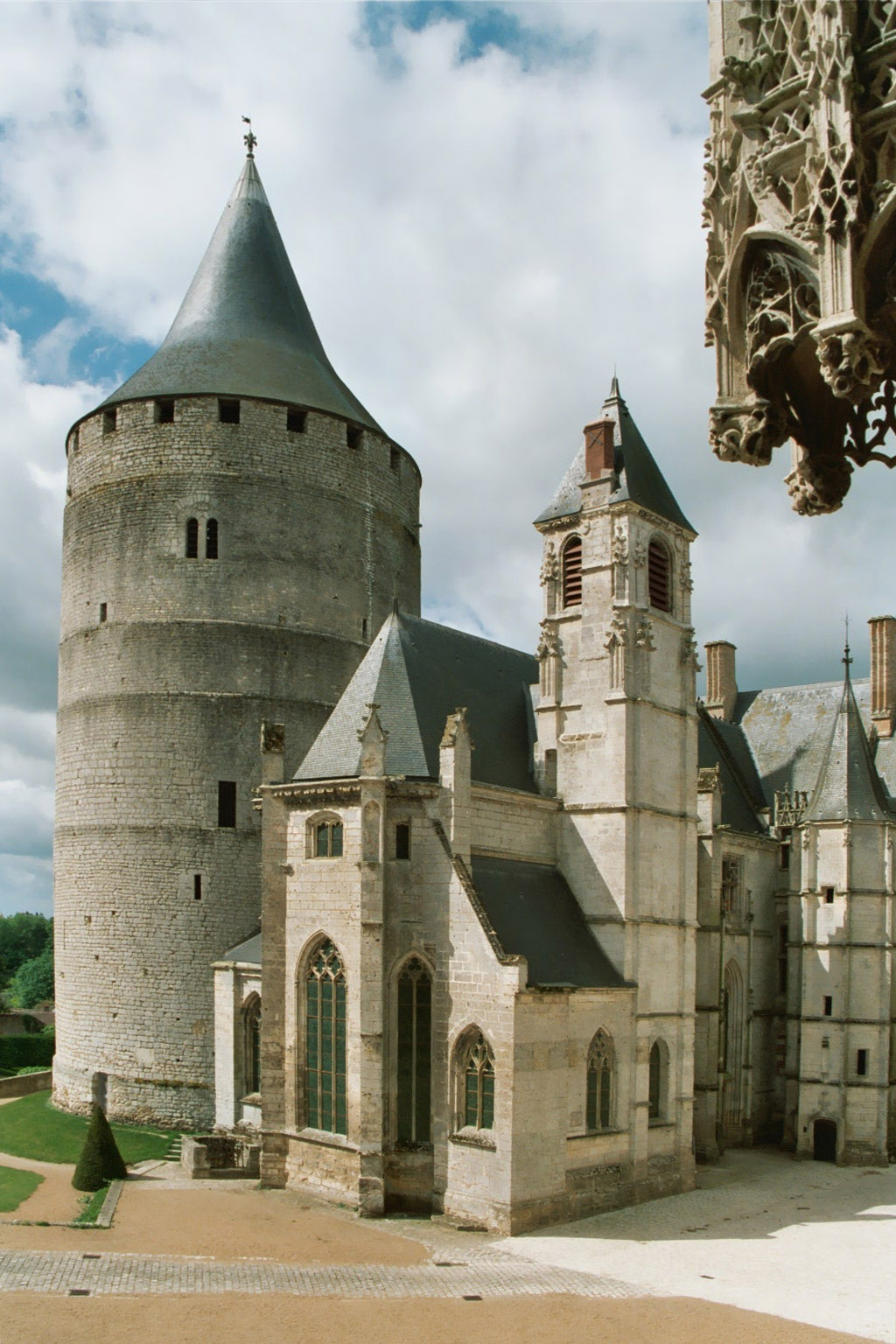
Châteaudun (1451).
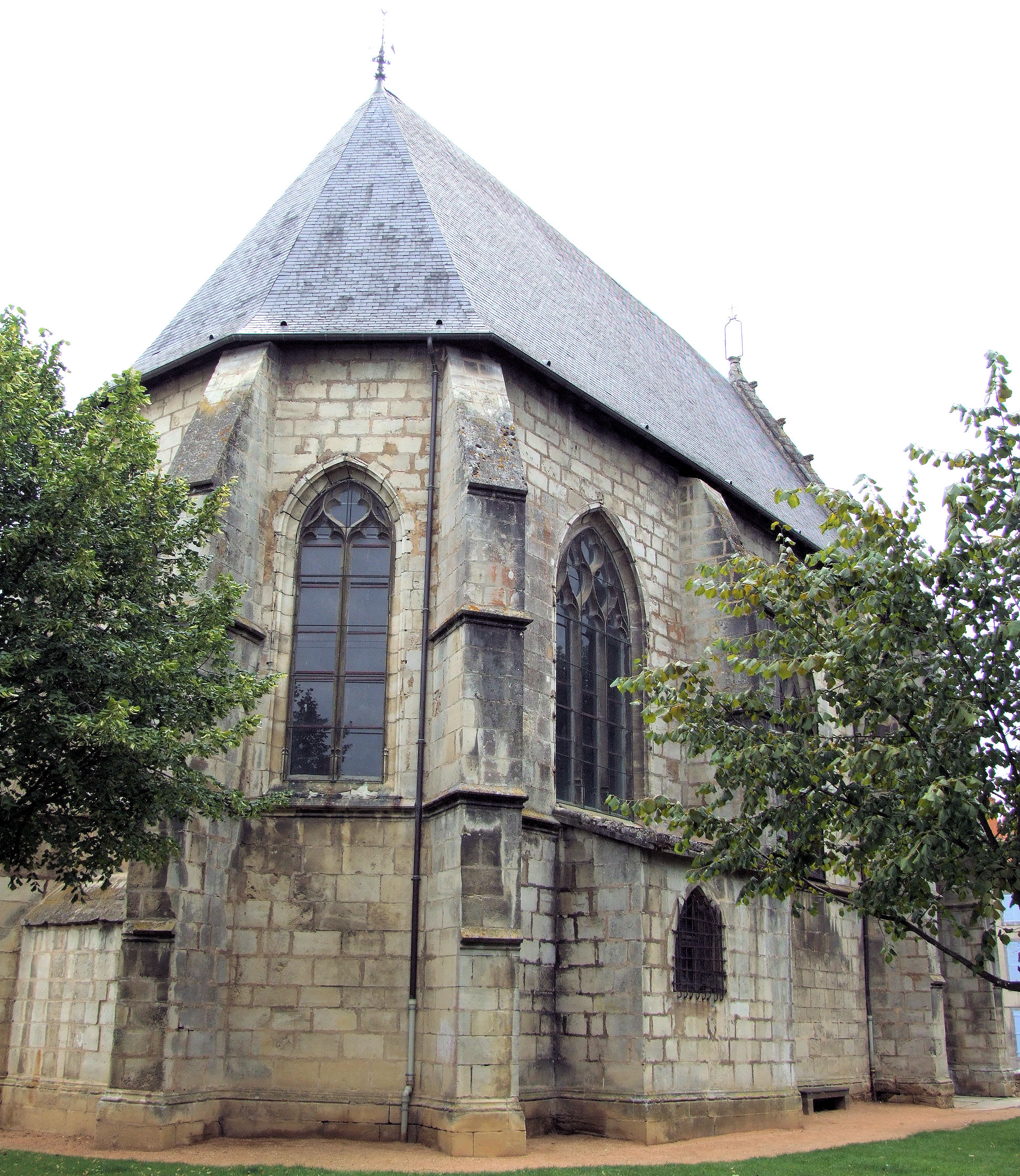
Aigueperse (1475).
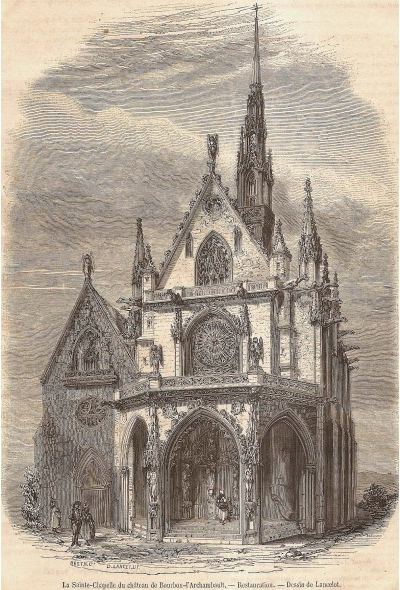
Bourbon-l'Archambault (1483).
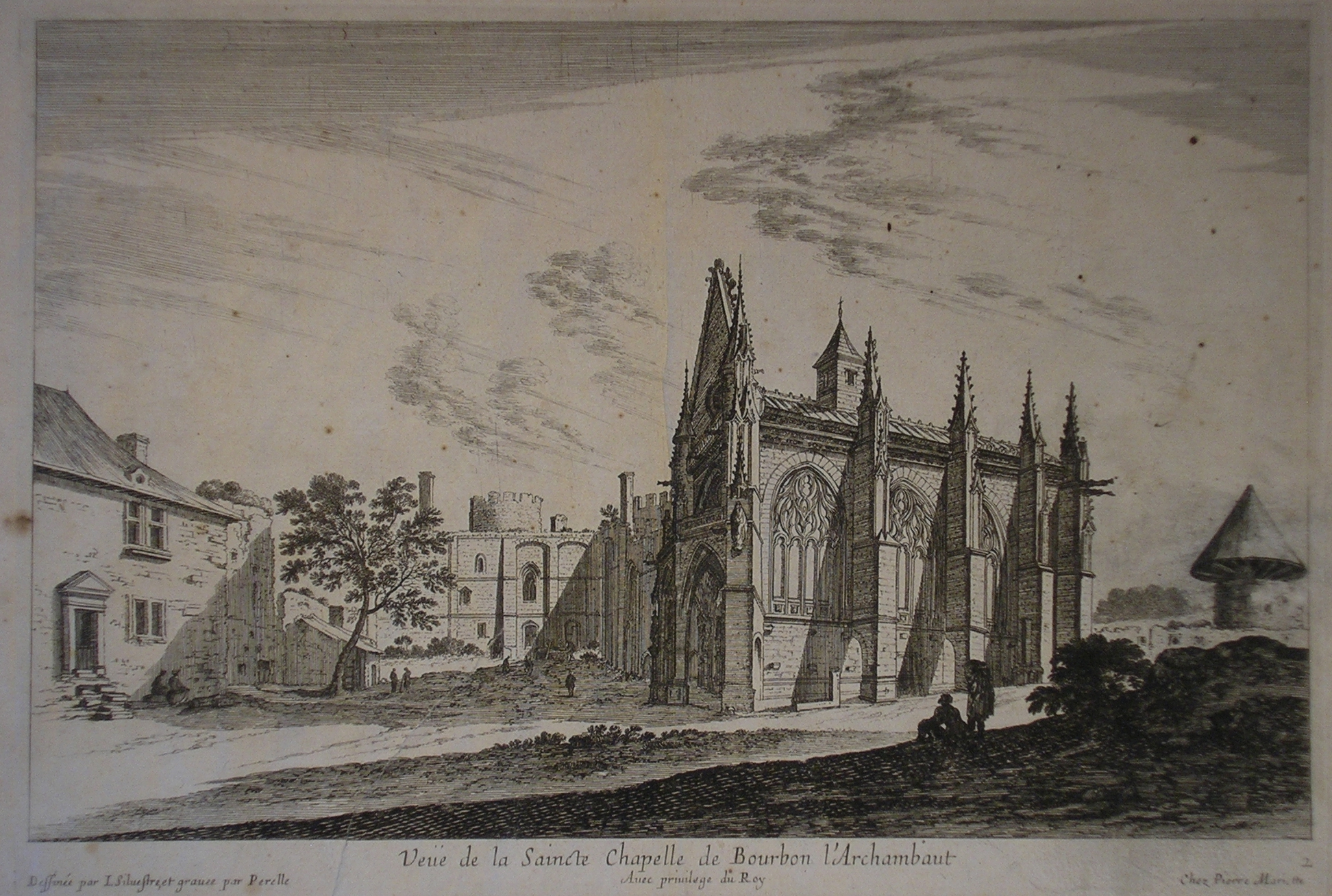
Bourbon-l'Archambault (1483).
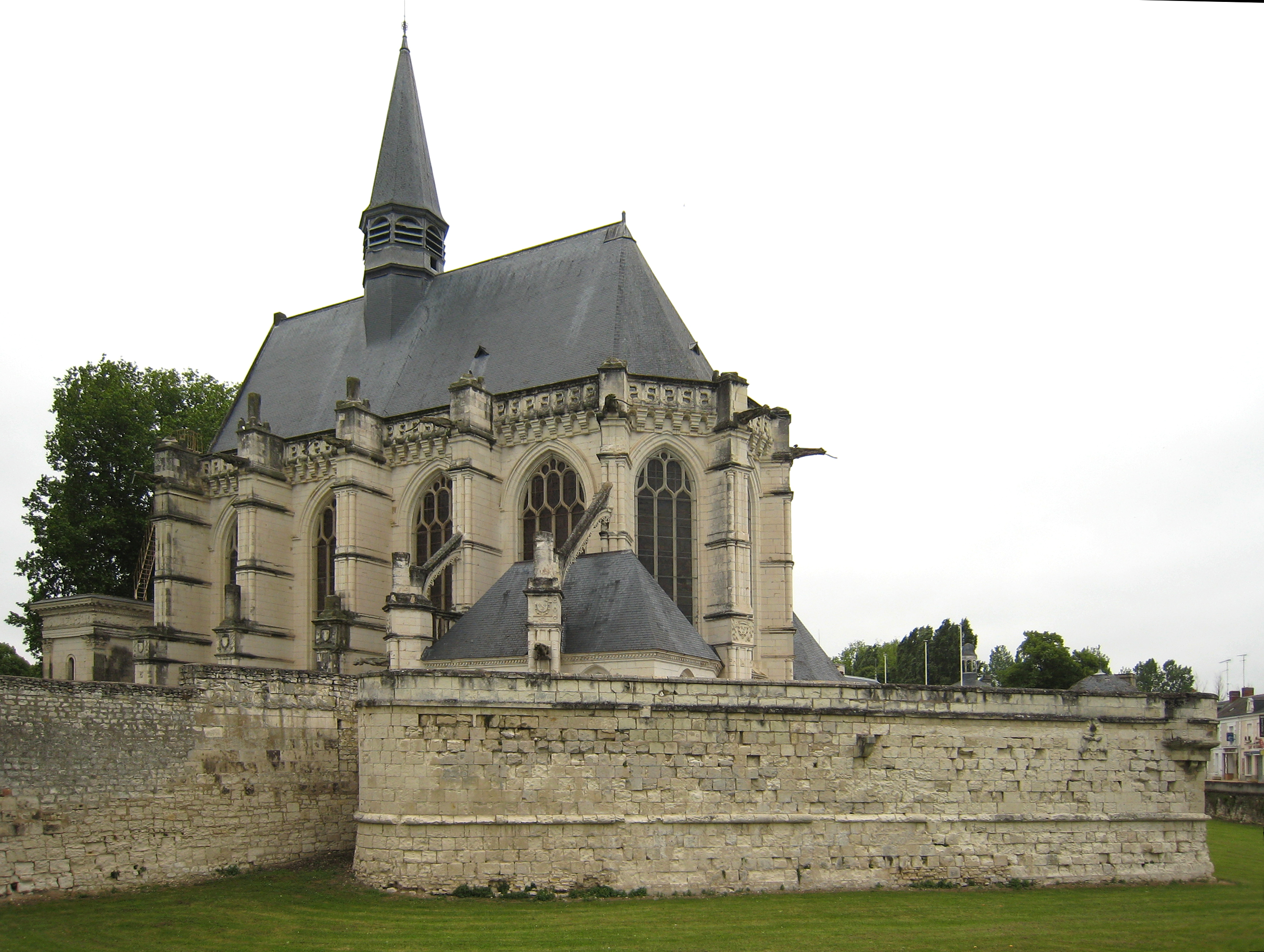
Champigny-sur-Veude (1498).
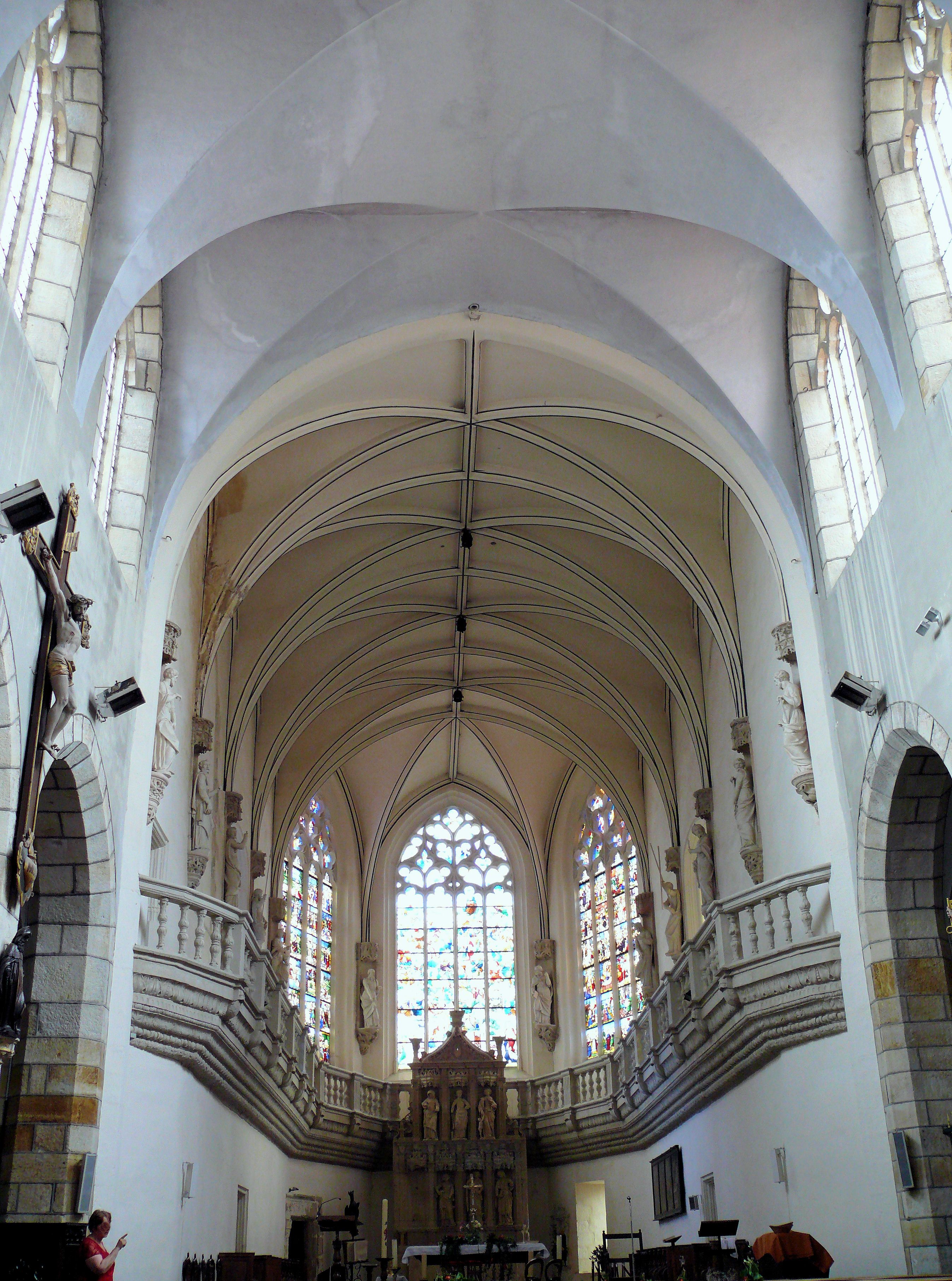
Vic-le-Comte (v. 1505).

### Autres saintes chapelles
Bien que s'écartant des critères précédents, d'autres chapelles désignées comme des saintes chapelles ont été fondées :
- en 1259, la Sainte-Chapelle de Saint-Germer-de-Fly, en réalité la chapelle privée de l'abbé Pierre de Wessencourt abritant les reliques de saint Germer[6] ;
- La chapelle du gué de Maulny (en ruine) près du Mans, par Philippe VI , tenue pour une Sainte-Chapelle par Cl. Billot, n'a en fait jamais porté ce titre, et ne peut donc être retenue dans cette liste.
- La chapelle du château de Moulins aurait dû recevoir une Sainte-Épine et devenir une sainte chapelle, en 1475, mais le processus n'alla pas jusqu'à terme.
- Vers 1482-1483, Louis XI semble avoir voulu transformer la chapelle royale du Plessis-lès-Tours en sainte chapelle, mais le processus n'alla pas jusqu'à terme.

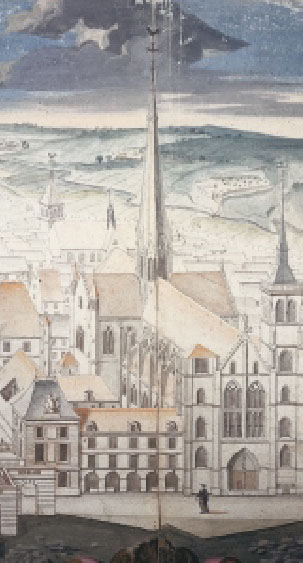
Dijon (1172).
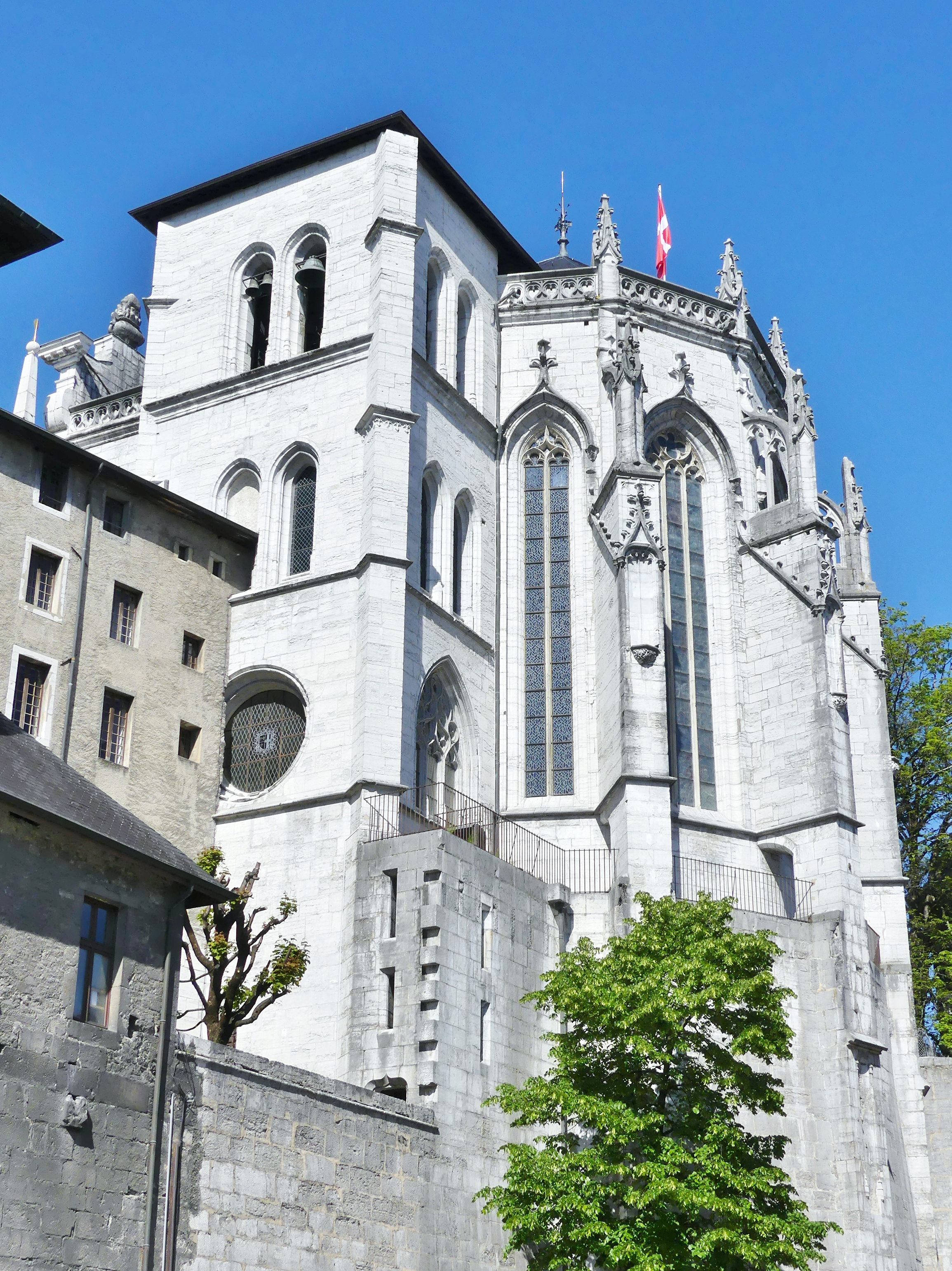
Chambéry (1430).
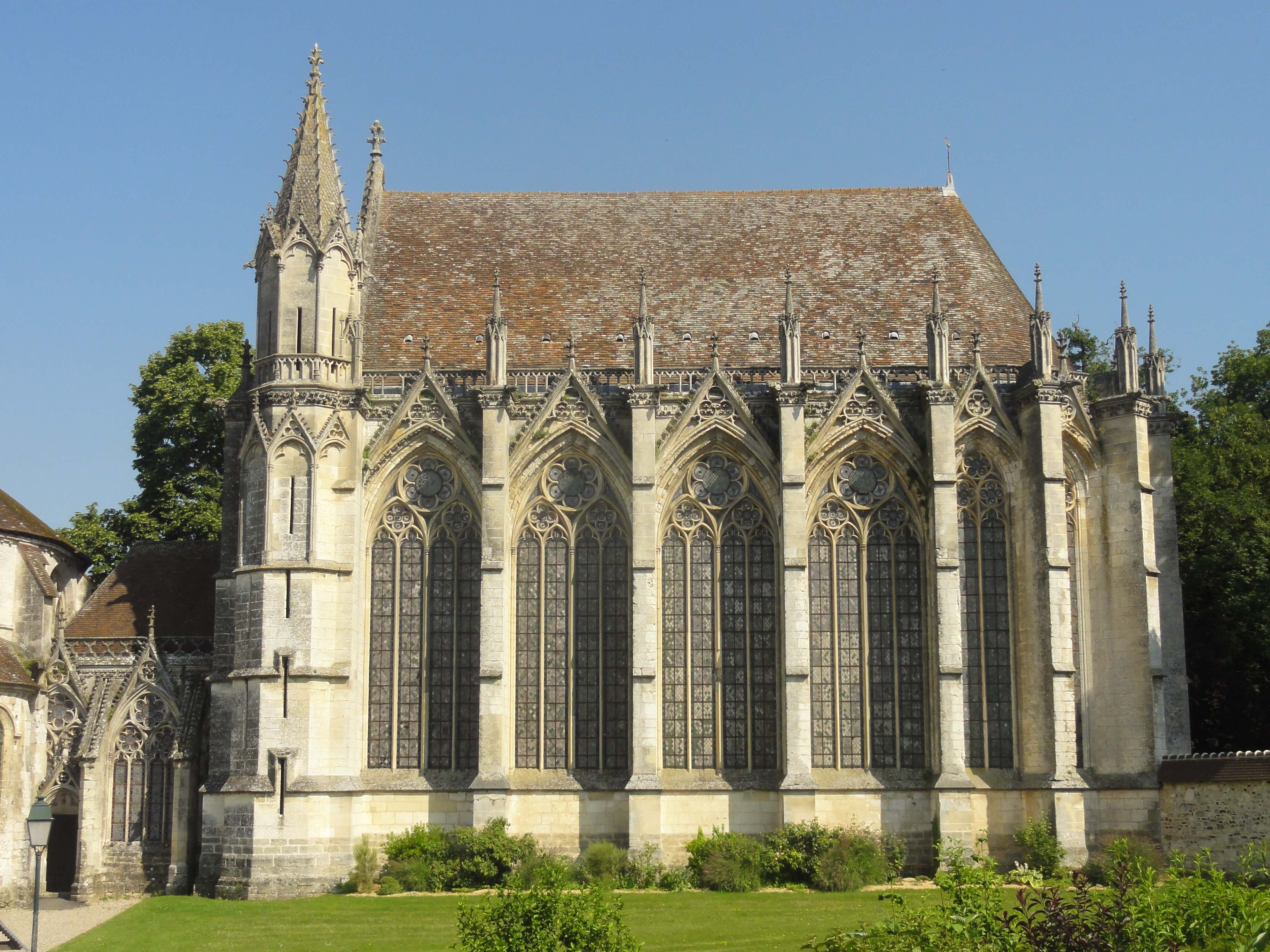
Saint-Germer-de-Fly (1259).